# Coniceromyia auristriata
Coniceromyia auristriata är en tvåvingeart som beskrevs av Borgmeier 1963. Coniceromyia auristriata ingår i släktet Coniceromyia och familjen puckelflugor. Inga underarter finns listade i Catalogue of Life.